# Tereza Kožárová
Tereza Kožárová (Děčín, 1991. október 18. –) cseh válogatott női labdarúgócsatár.

## Sikerei

### Klub
Cseh bajnok (8):
- Sparta Praha (5): 2007–08, 2009–10, 2010–11, 2011–12, 2012–13
- Slavia Praha (3): 2014–15, 2015–16, 2016–17

 Cseh kupagyőztes (7): 
- Sparta Praha (6): 2007–08, 2008–09, 2009–10, 2010–11, 2011–12, 2012–13
- Slavia Praha (1): 2015–16

## Statisztikái
| Sorozat              | Dátum      | Helyszín | Ellenfél     | Gól | Eredmény | Forrás |
| -------------------- | ---------- | -------- | ------------ | --- | -------- | ------ |
| Barátságos mérkőzés  | 2010–11–28 | Lanžhot  | Magyarország | 1   | 1–2      | [ 2 ]  |
| 2015-ös vb-selejtező | 2014–04–26 | Opava    | Észtország   | 1   | 6–0      | [ 2 ]  |
| 2019-es vb-selejtező | 2017–09–14 | Tórshavn | Feröer       | 3   | 8–0      | [ 3 ]  |
| 2019-es vb-selejtező | 2017–10–20 | Domžale  | Szlovénia    | 1   | 4–0      | [ 4 ]  |
| 2018-as Ciprus-kupa  | 2018–02–28 | Lárnaka  | Belgium      | 1   | 2–1      | [ 5 ]  |
| 2018-as Ciprus-kupa  | 2018–03–07 | Lárnaka  | Szlovákia    | 2   | 5–2      | [ 5 ]  |